# 康納·奧格爾維
康納·奧格爾維（英語：Connor Ogilvie；1996年2月14日—）是一位英格蘭足球運動員。在場上司職左後衛。他現在效力於朴茨茅斯。